# 圆鲤笔螺
圆鲤笔螺（学名：Mitra cardinalis），是新腹足目笔螺科笔螺属的一种。主要分布于印度尼西亚、台湾，常栖息在潮间带。
其种加词“cardinalis”意为“深红色的”（来源于红衣主教的长袍颜色）。